# Jan Maurits Quinkhard
Jan Maurits Quinkhard ou Jan Maurits Quinkhardt (Rees, 1688 - Amsterdam, 1772) est un peintre néerlandais.

## Biographie
Jan Maurits Quinkhard est né dans la ville allemande de Rees, près de Clèves, le 28 janvier 1688.
Il a été l'élève de son père, Julius Quinkhardt l'Ancien, d'Arnold Boonen, Krzysztof Lubieniecki (en) et Nikolaas Verkolje.
Il peint principalement des portraits de famille, des sujets allégoriques ou mythologiques et des portraits individuels, dont il a fait sa spécialité et a réalisé un grand nombre. Le musée d'Amsterdam et le Rijksmuseum en possède plusieurs pièces. Son fils Julius (1736-1776) est instruit par son père, mais abandonne l'art pour le commerce. Cependant, deux de ses tableaux sont conservés au musée d'Amsterdam.
Quinkhard est actif dans sa ville natale jusqu'en 1710, où il arrive à Amsterdam, et en devient un citoyen le 21 octobre.
Jan Maurits Quinkhard a collaboré avec Jacobus Houbraken et d'autres graveurs importants sur des estampes des personnalités riches et célèbres d'Amsterdam.
Il a eu de nombreux élèves, dont Jurriaan Andriessen, Ludolf Backhuijzen II, Jan de Beijer, Johannes Cornelis Mertens, son fils Julius Henricus Quinkhard, Tibout Regters (en), Izaak Schmidt, Adriaan Schregardus, Jan Stolker, Johannes Verrier, Pieter Wagenaar II et Jan Gerard Waldorp.
En 1718, il est l'un des fondateurs de la Stadstekenacademie à Amsterdam, l'école d'art du XVIIIe siècle à Amsterdam, précurseur de l'Académie Royale (créée en 1822) puis de la Rijksakademie (1870), actuelle académie royale des beaux-arts. Il y a également enseigné.
Jan Maurits Quinkhard meurt le 11 novembre 1772 à Amsterdam.